# Agustín Calleri
Agustín Calleri (født 14. september 1976 i Río Cuarto, Argentina) er en argentinsk tennisspiller, der blev professionel i 1995. Han har, pr. maj 2009, vundet to single- og tre doubletitler, og hans højeste placering på ATP's verdensrangliste er en 16. plads, som han opnåede i juli 2003.
Devilder er 182 cm. høj og vejer 86 kilo.